# Prunus andersonii
Prunus andersonii är en rosväxtart som beskrevs av Samuel Frederick Gray. Prunus andersonii ingår i släktet prunusar, och familjen rosväxter. Inga underarter finns listade i Catalogue of Life.

## Bildgalleri

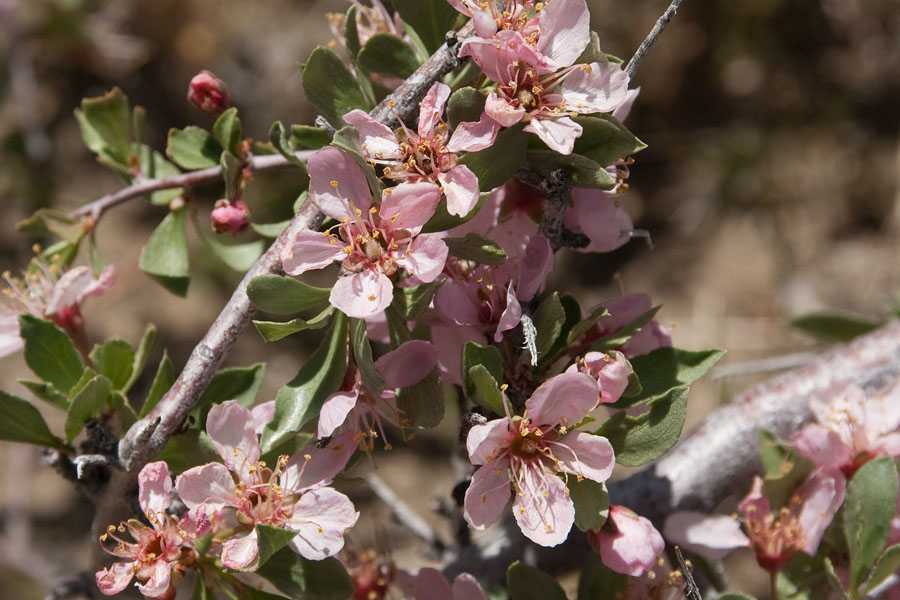
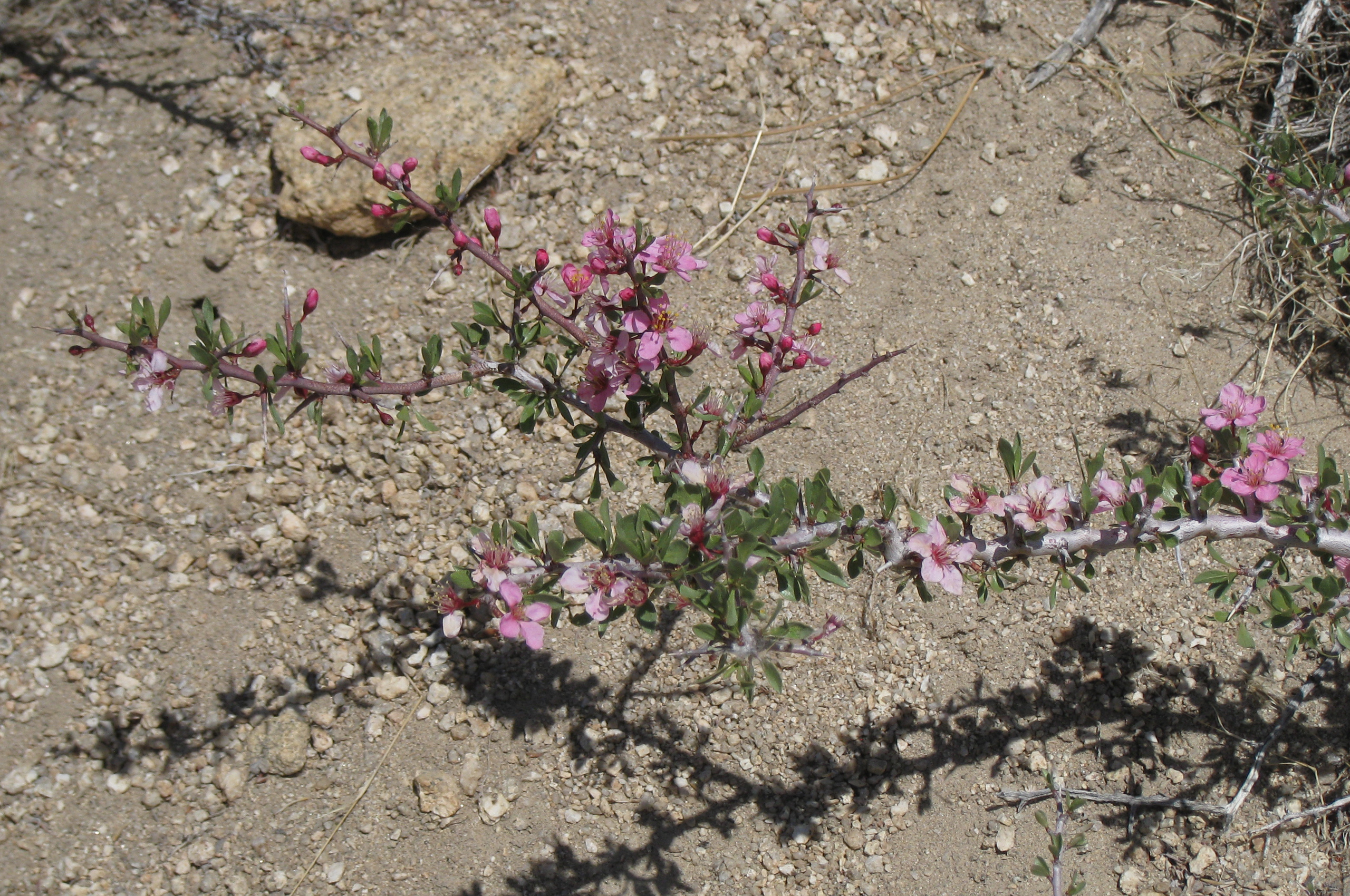
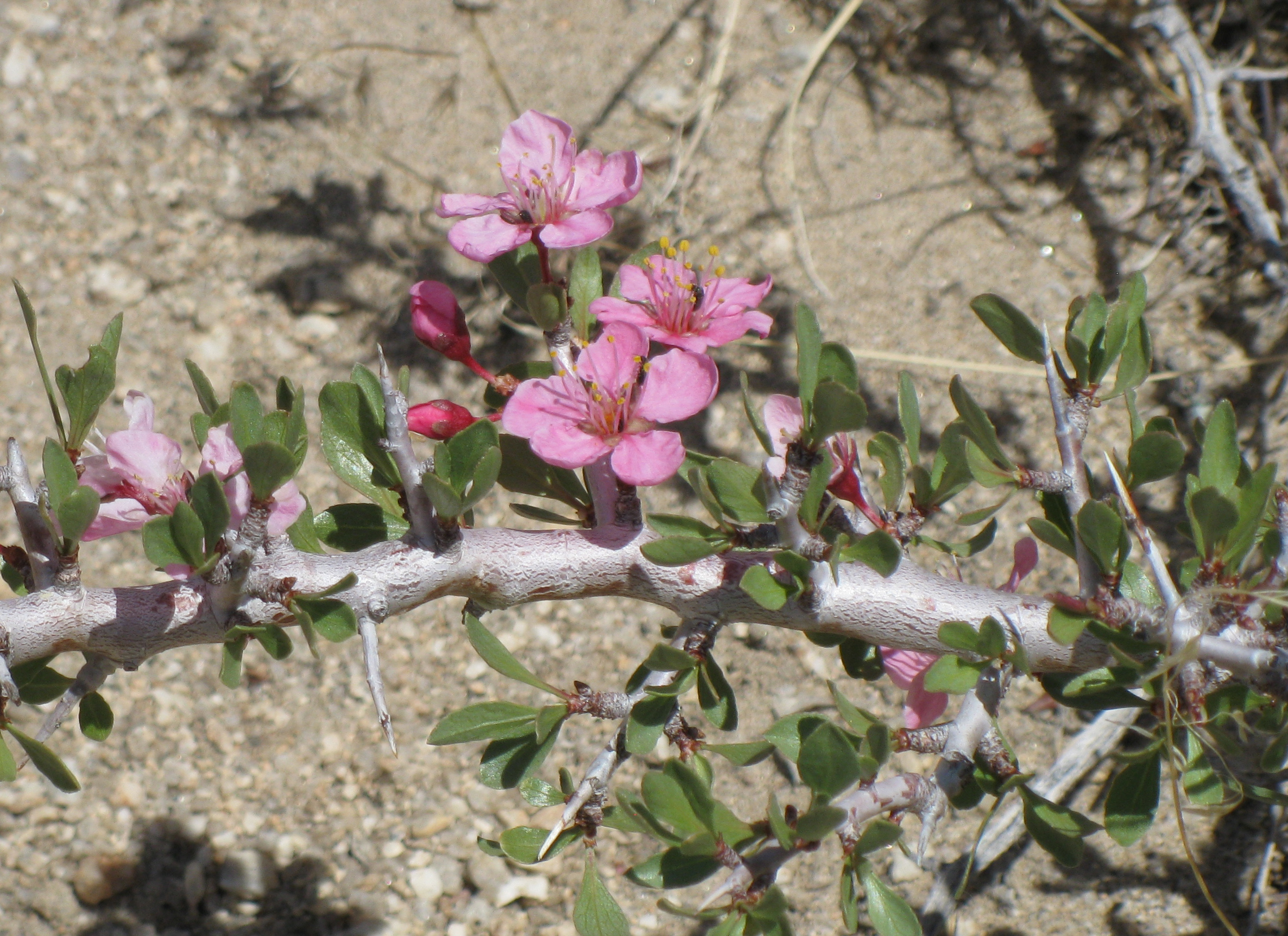
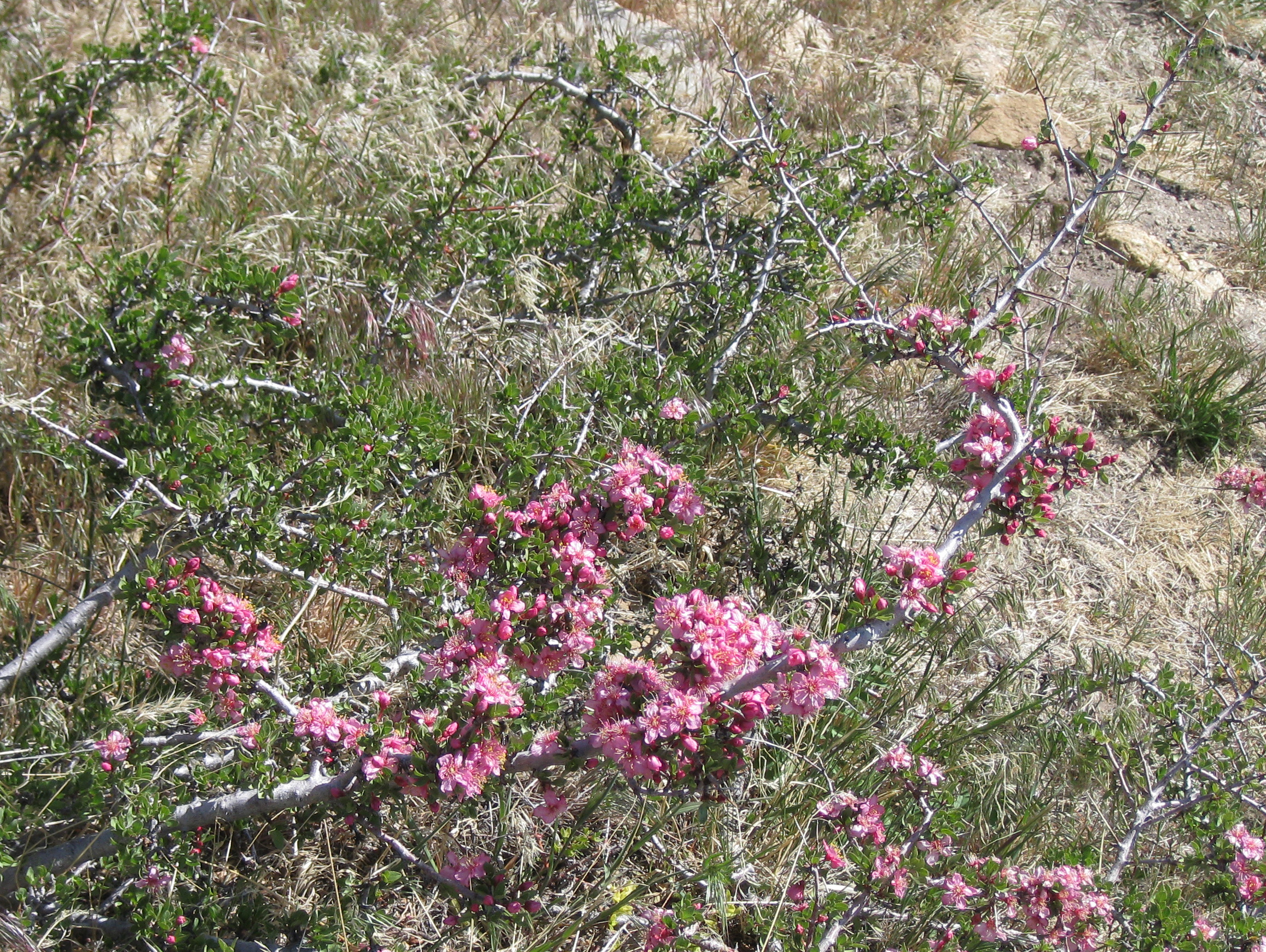
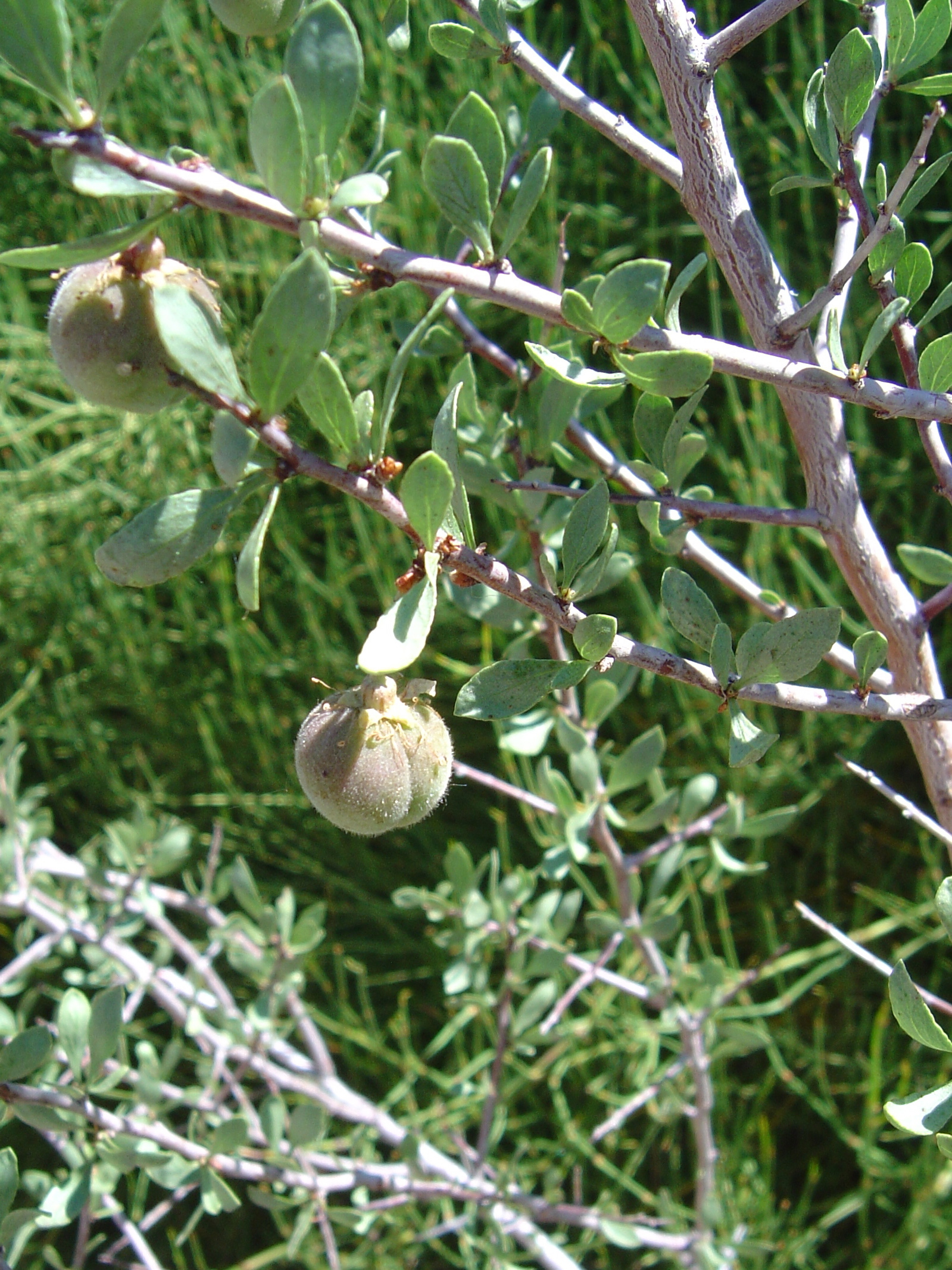
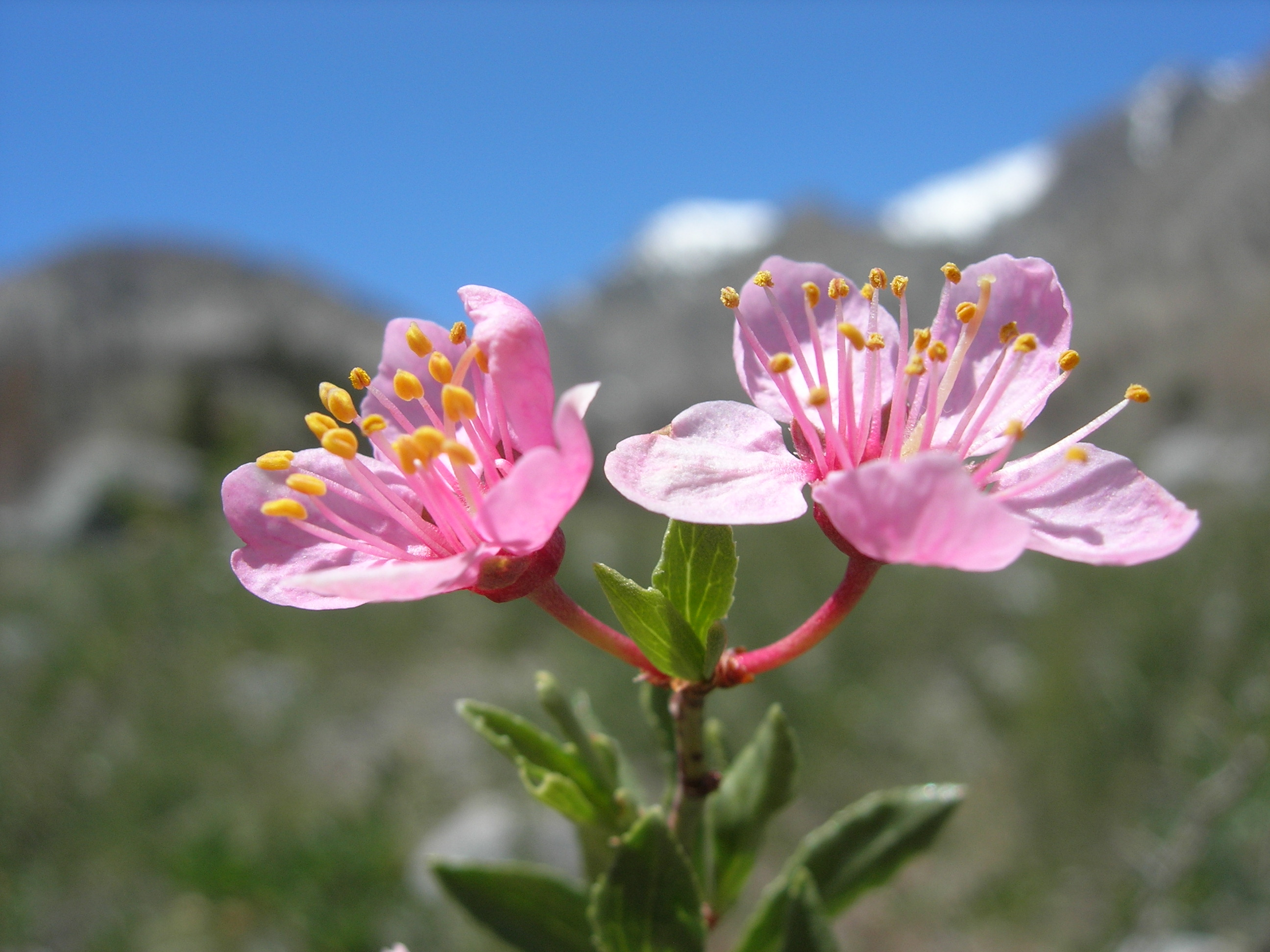